# Le Mérinos d'Or
Rôtisserie Le Mérinos d'Or was een restaurant in Groningen, Nederland. Het had een Michelinster in de periode 1985-1991.
Chef-kok Geerhard Slenema kocht Bistro Le Mérinos d'Or in 1978. Hij veranderde het geleidelijk in een luxe restaurant. In ieder geval sinds 1977 was de bistro eigendom van Fr. Graaiman.
Geerhard Slenema verkocht het restaurant in 1990 teneinde het grotere restaurant Herberg Onder de Linden in Aduard te kunnen openen in 1991.
Le Mérinos d'Or werd lid van Alliance Gastronomique Néerlandaise in 1987.